# Matarrubia
Matarrubia – gmina w Hiszpanii, w prowincji Guadalajara, w Kastylii-La Mancha, o powierzchni 28,21 km². W 2011 roku gmina liczyła 59 mieszkańców.